# Chuyến bay 103 của Yeti Airlines
Ngày 8 tháng 10 năm 2008, mười tám người đã thiệt mạng khi Chuyến bay 101 thuộc hãng Hàng không Yeti Airlines, một chiếc DHC-6 mang số 9N-AFE, đã rớt khi đến gần phi trường Tenzing-Hillary tại thị trấn Lukla phía Đông Nepal từ Katmandou.

## Tai nạn
Phi trường Tenzing-Hillary được dùng cho những du khách viếng thăm núi Everest và đường băng của nó xây ngay trên một triền đồi.
Trong điều kiện thời tiết thuận lợi, mỗi ngày có hàng chục chuyến bay qua lại giữa Lukla và thủ đô Katmandou. Đường băng của sân bay Tenzing-Hillary rất nguy hiểm vì chỉ rộng 20m và có độ dốc lớn.
Chiếc máy bay chở khách đã gặp nạn khi hạ cánh xuống sân bay. Có 18 người thiệt mạng trong vụ tai nạn này. Một nguồn tin cho hay rằng chiếc máy bay rớt trong khi hạ cánh trong sương mù, bốc cháy do đâm xuống đất trong khi hạ cánh trên đường băng dốc.

## Thương vong
Mười tám người chết là du khách, trong đó có 12 người Đức and 2 người Úc bị thiệt mạng. Chỉ có duy nhất một phi công người Nepal, Surendra Kunwar, sống sót.